# フォロ・ジュリアーノ
フォロ・ジュリアーノ（イタリア語: Foro Juliano）またはフォルム・ユリウム（ラテン語: Forum Iulium）は、ローマにある古代ローマのフォルム（公共広場）。フォロ・ロマーノ（フォルム・ロマヌム）に隣接している。フォロ・ディ・チェーザレ（イタリア語: Foro di Cesare）やカエサルのフォルムと表記されることもある。
紀元前1世紀に、ガイウス・ユリウス・カエサルによるフォルム・ロマヌムの北西部再建計画の一環として建設されたもので、いわゆる皇帝たちのフォルムと呼ばれるものの先駆であった。フォロ・ロマーノと同じく、西ローマ帝国滅亡後は土砂に埋もれ、その存在は忘れ去られていた。

## 概要
私は、父によって始められ、かなり建設が進んでいたフォルム・ユーリウムと、カストル神殿とサートゥルヌス神殿の間にあるバシリカを完成させた。—アウグストゥス、『神君アウグストゥスの業績録』20

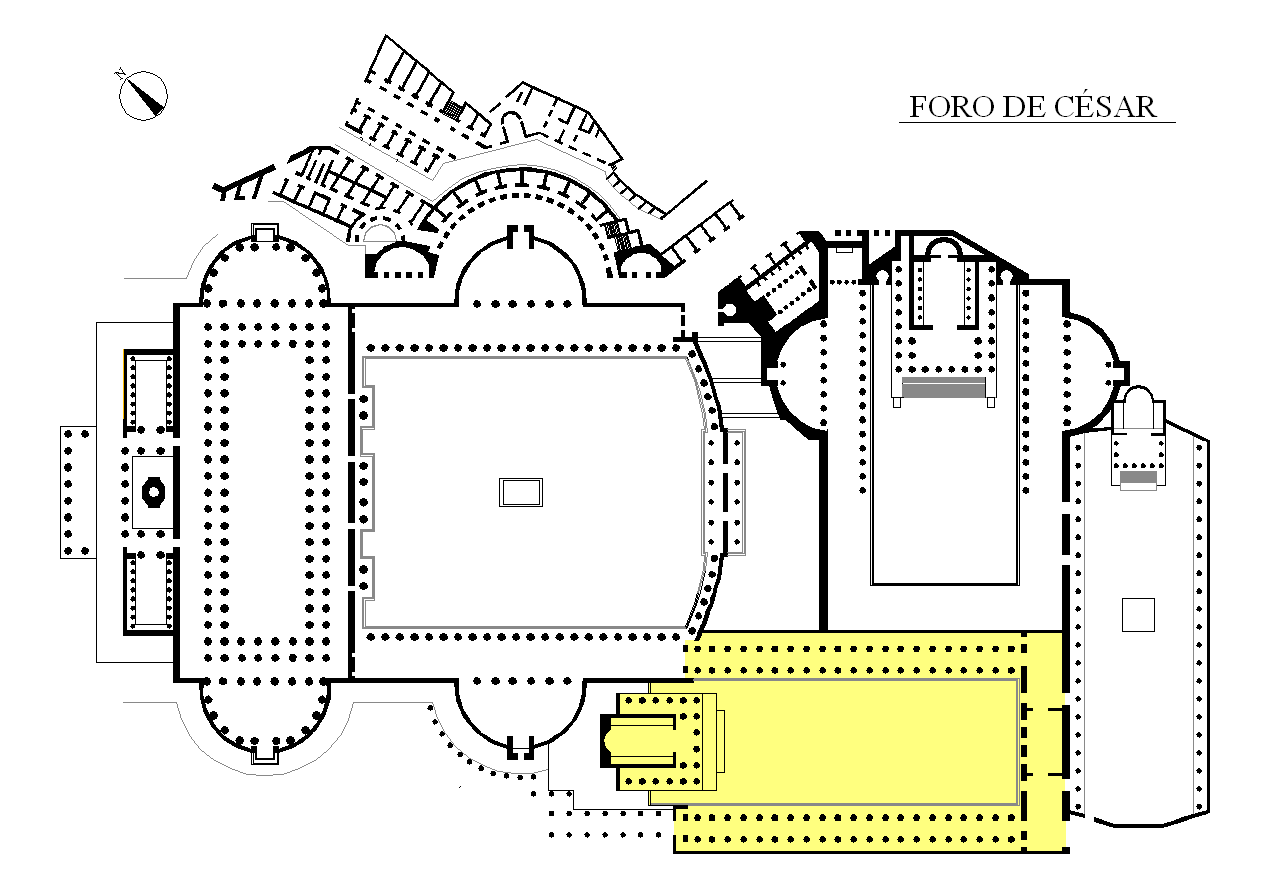
皇帝たちのフォルム内での位置（黄色）。フィルムの右下にクリア・ユリア（元老院議事堂）が接続する。

フォロ・ジュリアーノは、南北約160m、東西約75mに渡って存在する古代ローマのフォルム、「フォルム・ユリウム」（ユリウスのフォルム）の遺跡である。フォロ・ロマーノの北東部に位置しており、現在、遺跡の西側列柱廊はフォーリ・インペリアーリ通りの下に隠れている。古代には、フォルム・ロマヌムのクリア・ユリア（元老院議事堂）裏手に入り口があり、同じ面にフォルム・ネルウァエ（フォルム・トランシトリウム）、東側列柱廊の北からフォルム・トライアヌムに行くことができた。東側列柱廊はフォルム・アウグストゥムに接するが、ここに入り口があったかどうかは明らかではない。西側はカピトリヌスの丘に接する。
左右対称の長方形平面で、三方を柱廊で囲み、最奥の一辺にユリウス氏族の祖神であるウェヌスを奉ったウェヌス・ゲネトリクス神殿が建立されている。土地の買収だけでも相当の費用が嵩んだため、ネルウァ帝のフォルムを除く他の皇帝のフォルムに比べると敷地は小さく、神殿を除けば、バシリカなどの公共施設は併設されていない。
主要な建築物は、ウェヌス・ゲネトリクス神殿、クリア・ユリア、そしてタベルナ（店舗）である。クリア・ユリアが、フォルム・ロマヌムとフォルム・ユリウムを接続していた。

## 歴史
そして・・・先祖のウェヌスの神殿を建立し、その周りに、商売のためではなく、ペルシア人の公共広場のように、正義を成し、法律を作る民会を開くためのローマ人のフォルムを作った。—アッピアノス、『内乱記』2.102

カエサル以前のフォルム・ロマヌム。中央上にコミティウムとクリア・ホスティリア、下の右よりにカストル・ポルックス神殿

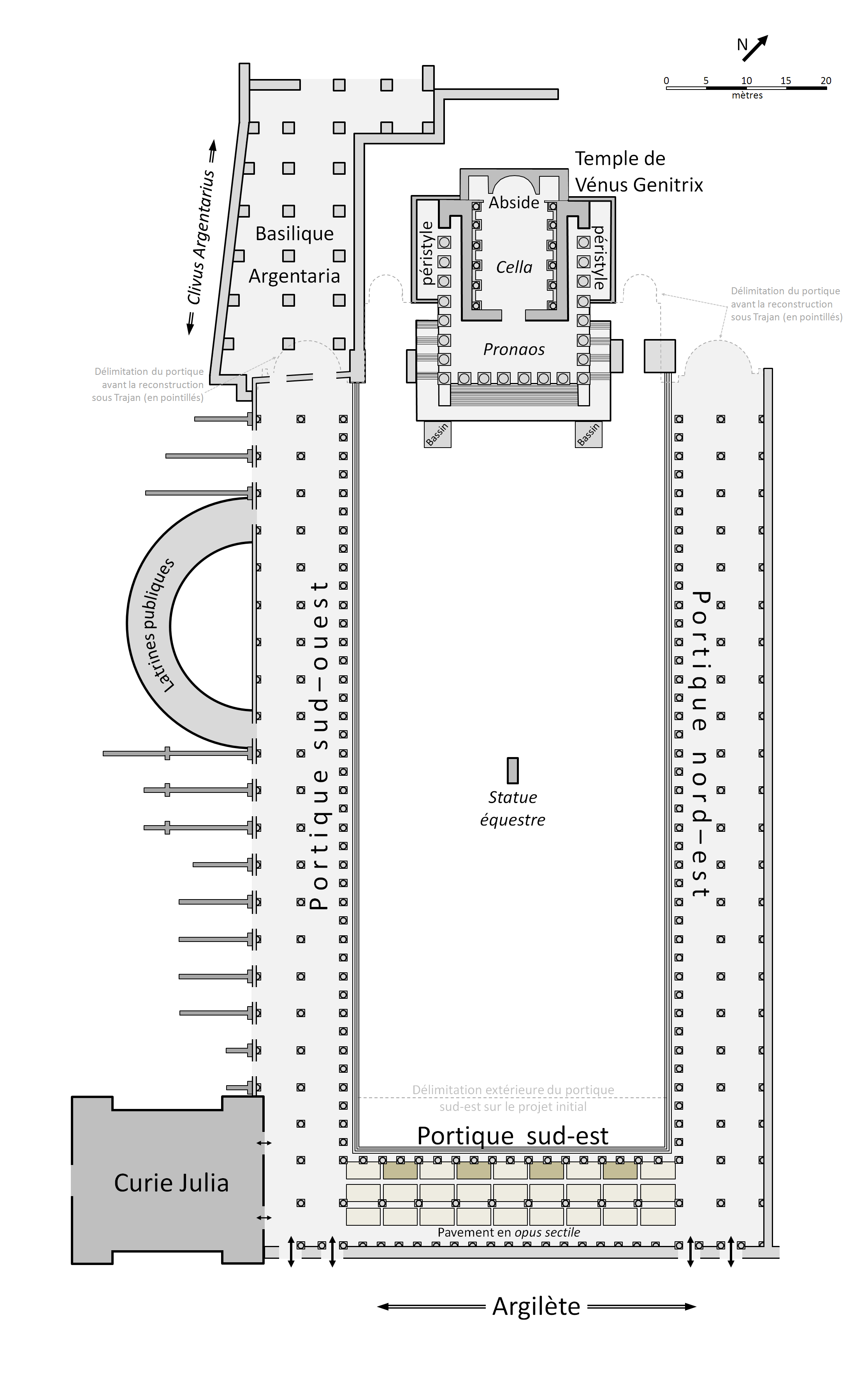
フォルム・ユリウム。左下にクリア・ユリア。奥（上部）にウェヌス・ゲネトリクス神殿

紀元前1世紀になると、首都ローマの急激な人口増にフォルム・ロマヌムが対応できなくなっており、本来民会が開かれるクリア・ホスティリア（旧元老院議事堂）前のコミティウムでは収容できず、カストルとポルックス神殿の前に人々が集まるようになっていた。紀元前55年にライバルのグナエウス・ポンペイウスがポンペイウス劇場を作っており、これに触発されたカエサルは当初、民会用の新しいスペース、サエプタ・ユリアを作り、フォルム・ロマヌムを拡張することを計画していたのだろう。
古代の文献によると、紀元前54年から土地の買収が始まり、紀元前52年にクリア・ホスティリアが焼け落ち、紀元前48年、ファルサルスの戦いの前にウェヌスに神殿を奉献することを誓約して勝利し、紀元前46年にまだ未完成ながらお披露目されたが、恐らくガッリア戦役の勝利を祝う式典の一環だったのだろう。キケロの『アッティクス宛書簡』によれば、紀元前54年の買収交渉に要した金額は6000万セステルティウス（HS）にのぼったとされている。土地代の高い場所ではあったが、当時はクリア・ホスティリアやバシリカ・ポルキアなど、重要な建築物の周辺であり、カンプス・マルティウスとの間に広いスペースが出来上がるはずだった。大プリニウスやスエトニウスは、最終的に1億HS以上かかったとしているが、これはクリア・ホスティリアの炎上を受けて計画が変更された結果なのか、それとも単に誇張された数値なのかはわからない。
紀元前54年から49年までは、既存の建物の解体や整地、資材の運搬や下準備に費やされたと予想され、クリア・ホスティリアの焼失も、計画に大きな影響を与えたはずで、カエサルの死後、新しい議事堂であるクリア・ユリアが建設されたという。ファルサルスの戦いに勝利したことで、カエサルの権力が高まると共に、フォルムの工事も加速したことだろう。しかし、紀元前46年にお披露目されたときには、神殿に設置する神像すら完成しておらず、カエサルが暗殺された後、後継者であるアウグストゥスが完成させた。
フォルムの北西部は、バシリカ・アルゲンタリア（銀行のバシリカ）と見做されているが、カエサルの時代に金融関係の仕事が行われていたとは考えにくく、どのような目的で使われていたのか全く分かっていない。タベルナの大きさは様々で、もしフォルム・ユリウムが、フォルム・ロマヌムに取って代わるものとして計画されたのだとしたら、カエサルが作成するように定めた元老院の議事録や、公的な行事に使う用具類を保存していた可能性や、元老院議員の非公開の会議が行われていた可能性がある。
現在の遺跡は、ファサードや仕切り壁はカエサル時代のものと思われるが、タベルナの上層建築はハドリアヌス時代以降のもので、クリア・ユリアはディオクレティアヌスの時代に、円柱はアルカディウスとホノリウスの時代に修復されたものと考えられており、保存状態は悪く、1930年代に発掘と修復が行われた。

### ウェヌス・ゲネトリクス神殿
しかしカエサルがわれとわが身に根本的で致命的な憎悪を招いたのは、とりわけ次のような事情からであった。
元老院議員がカエサルに名誉を授けるたくさんの決議を持って、全員で近づいたとき、彼は生みの親ウェヌスの神殿の前で、座ったまま応対した。・・・別な説によると、「まったく立ち上がることもしなかった。それどころか・・・顔を顰めじっと睨んだ」という。—スエトニウス、『ローマ皇帝伝』カエサル、78（国原吉之助訳）
ウェヌス・ゲネトリクス神殿は、工期の短さなどから、フォルムの最初期の計画に含まれていたと考える学者は多いが、カエサルが死んだ時点でも神殿は未完成であり、古代の文献に書かれた順番を重視する学者もいる。文献では、カエサルはウェヌス・ウィクトリクス（勝利のウェヌス）に勝利を請願したが、この女神に捧げられた神殿はポンペイウス劇場に既に作られていた。神殿が建設されてから祀る神を決めるという例はないため、恐らく最初からウェヌス・ゲネトリクスに捧げるために作られたのだと思われ、建設直後には、神殿の左右のどちらかにアプスが作られ、後方が見えないようにされていた可能性がある。
神殿はカストル・ポルックス神殿を参考にして作られたと考えられている。カストル神殿と同じ3.5mの高さに、より安全性に留意した演台が設けられ、8柱式で、神殿の後方から側面の階段を演台まで上り、そこからまた階段で6mの高さになるポディウム（基壇）まで上がったと予想されている。演台には、祭壇と噴水があった可能性が高い。
ウェヌス神殿は、80年のローマ大火によって破壊してしまったため、トラヤヌス帝によって113年5月12日に再建された。しかし、283年に、やはり火災により再度焼失した。